# Австрия на «Евровидении-1958»
Австрия второй раз принимала на «Евровидении 1958», проходившем в Хилверсюме, Нидерланды, 12 марта 1958 года. На конкурсе её представляла Лиана Августин с песней «Die ganze Welt braucht Liebe», выступившая под номером 9. В этом году страна получила 8 баллов, заняв пятое место. Комментатором конкурса от Австрии в этом году был Вольф Миттлер (ORF).
Лиана выступила в сопровождении оркестра под руководством Вилли Фантла. Августин была выбрана путём внутреннего отбора телеканалом ORF.

## Страны, отдавшие баллы Австрии
Жюри каждой страны из десяти человек распределяло 10 баллов между понравившимися песнями
| Отдали Австрии… | Отдали Австрии… | Отдали Австрии…           |
| 3 балла         | 2 балла         | 1 балл                    |
| --------------- | --------------- | ------------------------- |
| Франция         | Швейцария       | Бельгия Швеция Люксембург |

## Страны, получившие баллы от Австрии
| 7 баллов | Франция                  |
| 1 балл   | Германия, Швеция, Италия |